# غوشناطية ثنائية الألوان
غوشناطية ثنائية الألوان (الاسم العلمي:Gochnatia discolor) هي نوع من النباتات تتبع جنس الغوشناطية من الفصيلة النجمية.